# Galactic Protector
Galactic Protector (ギャラクティック プロテクター?) è un videogioco sparatutto sviluppato e pubblicato da SEGA nel 1988 per Sega Master System. Il gioco è incluso nella raccolta Fantasy Zone Complete Collection per PlayStation 2.

## Modalità di gioco
In Galactic Protector si controlla con un paddle Opa-Opa, la navicella spaziale di Fantasy Zone.